# エリアス・ウェッシン
エリアス・ウェッシン・イ・ウェッシン（Elías Wessin y Wessin、1924年7月22日 - 2009年4月18日）は、ドミニカ共和国の政治家、ドミニカ共和国空軍将官。ウェッシンは、1963年に当時の大統領フアン・ボッシュの政権をクーデターによって倒し、三頭政治体制を導入した。ウェッシンは、ついには1965年の米軍の介入と占領を招くに至ったドミニカ内戦の継戦における主要な関係者の一人であった。

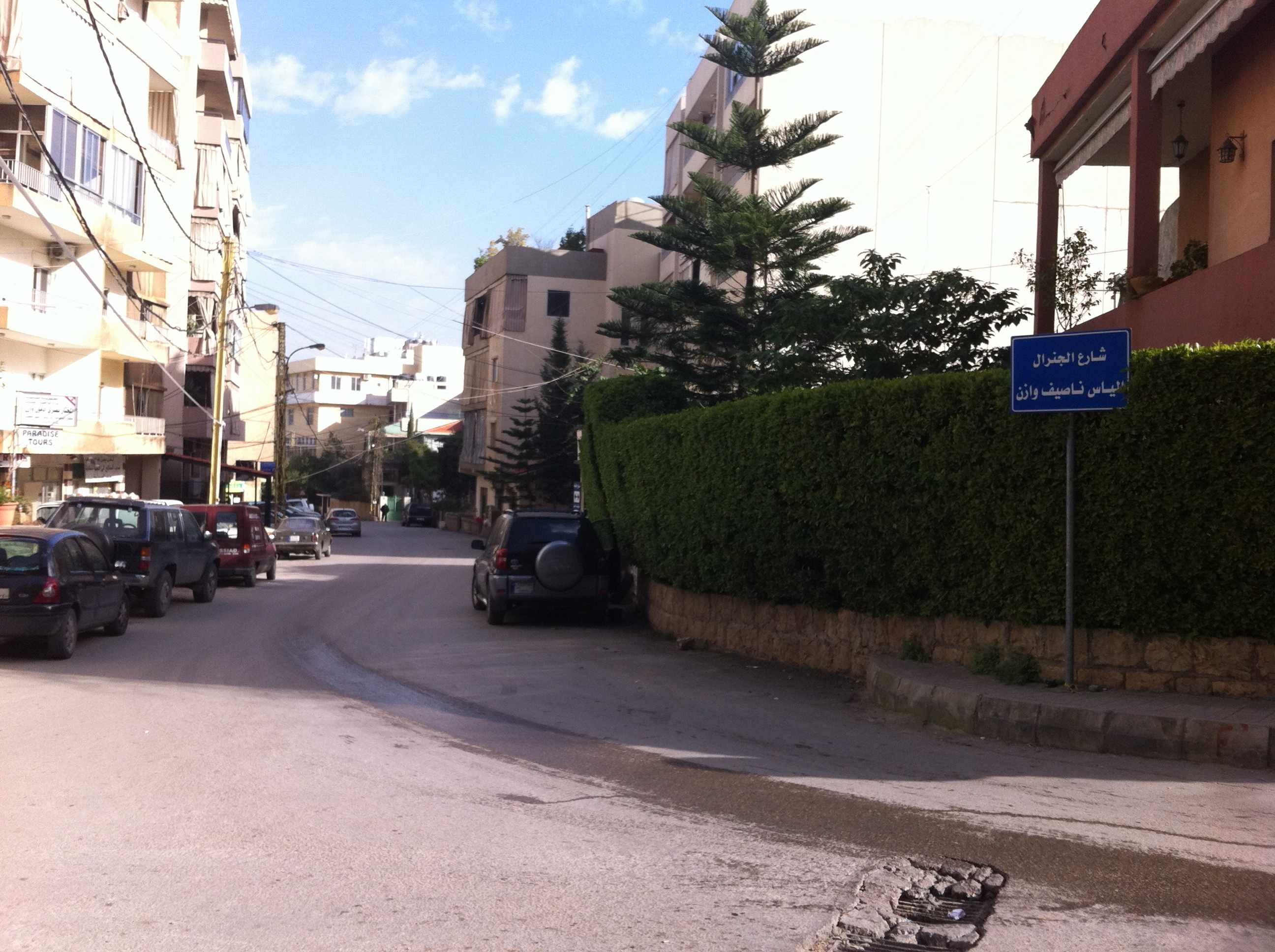
レバノンのデクワネーにあるエリアス・ウェッシン（ワゼン）将軍通り (General Elias Wessin (Wazen) Street)。

## 生い立ち
ウェッシンは、1924年7月22日にドミニカ共和国モンテ・プラタ州バヤグアナに生まれた。彼の両親は、レバノンの海岸都市デクワネーからの移民であった。レバノンでは、アラビア語レバノン方言の音韻変化を反映して、通常「Wazen」と綴られる。
ドミニカ共和国空軍におけるウェッシンの経歴は、軍事パイロットから始まった。

## 経歴
独裁者であったラファエル・トルヒーヨ大統領が暗殺された1961年以降、ウェッシンは空軍士官としてドミニカ共和国の政治に関わり始めた。トルヒーヨが暗殺された際には、歩兵大隊を指揮して、トルヒーヨの妻と家族の国外脱出を助けた。
この革命状況において、ウェッシンは空軍士官としての地位を離れることを拒んだが、それは共産主義を支持する反乱者たちが国を乗っ取ることを望まなかったからであった。このような事情は、アメリカ合衆国が、フアン・ボッシュのために行動していたフランシスコ・カーマニョではなく、ウェッシンが率いた忠誠派への支持に傾いた理由のひとつであった。
1978年、政府が大赦を発令したのを受けて、ウェッシンは亡命先から帰還を許された。彼はかつて政敵であったホアキン・バラゲール大統領と和解し、1986年の大統領選挙では積極的にバラゲールを支援した。バラゲールを支持したウェッシンは、バラゲール政権で内務大臣に任じられ、その後さらに国防大臣となった。
ウェッシンは、1965年5月7日付の『タイム』の表紙を飾った。

## 死
エリアス・ウェッシンは、2009年4月18日にドミニカ共和国のサントドミンゴで、心筋梗塞のために84歳で死去した。後には妻リビア・チャベス (Livia Chávez) と二人の息子たちが残された。